# Stipa acrociliata
Stipa acrociliata là một loài thực vật có hoa trong họ Hòa thảo. Loài này được Reader miêu tả khoa học đầu tiên năm 1897.